# Triade de Lewis

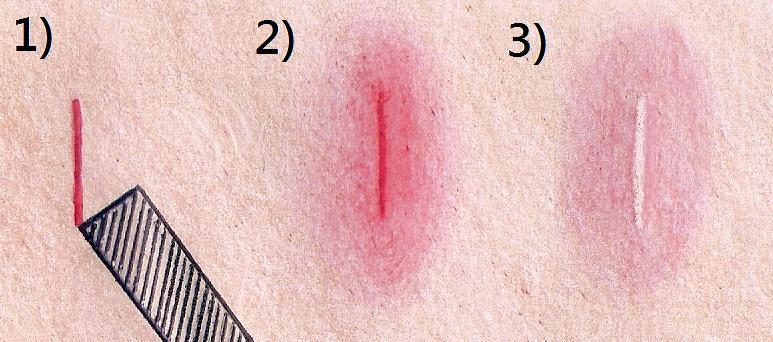
Évolution des processus inflammatoires dans les trois points décrits par Lewis.

La triade de Lewis (The triple response of Lewis en anglais), proposée par Sir Thomas Lewis (1881-1945) en 1927 pour expliquer la physiopathogénie des papules décelés dans l'urticaire, est l'apparition, après frottement de la peau d’une lésion tout à fait identique à celle de l’urticaire, reproduisant :
1. une vasodilatation responsable de l’érythème (rougeur) clinique ;
2. une accentuation de la perméabilité vasculaire aboutissant à l’œdème (gonflement) ;
3. un prurit (sensation de démangeaison de la peau).